# Unlike
Unlike es el primer álbum de la banda chilena de metal alternativo Rekiem, lanzado en 1997 bajo el sello discográfico Toxic Records y que tardó sola 4 meses en grabarse. En ese entonces la banda tenía una línea similar a Pantera y Fear factory y con matices de Death metal y lo que era la nueva sensación del momento el Nu metal, todas las canciones de este trabajo están cantados en inglés, a excepción de "Masa".
La banda calificaría este álbum como: "Una mezcla de influencias y sensaciones dan por resultado este fresco e intenso set de 50 minutos del más extremo metal de los ´90 ".

## Canciones
1. "Lost My Crown of Thorns" - 3:37
2. "S" - 4:09
3. "Human Traction (Bestia)" - 3:15
4. "Perfect Stupid Ritual" - 1:09
5. "Failed Rockstar Fails Now on TV" - 6:03
6. "Vacanomicon" - 2:43
7. "Masa" - 3:11
8. "Terrorista" - 3:58
9. "Menstrual Blood on my Tongue" - 5:23
10. "Degenerative" - 4:07
11. "Claudia Conserva drogas" - 1:46
12. "Wormscsyeytece (Tyme)" - 6:33
13. "Huevo" (Bonus Track)- 3:51

## Créditos
- Gino Fuenzalida - voz
- Julián Durney - guitarra y coros
- Felipe Orellana - bajo
- Mauricio Aguilera - batería